# 大桥镇 (南部县)
大桥镇，是中华人民共和国四川省南充市南部县下辖的一个乡镇级行政单位。2019年10月，撤销石泉乡，将其所属行政区域划归大桥镇管辖。

## 行政区划
大桥镇下辖以下地区：
金鱼街社区、新井村、龙泉村、封銮村、方金村、四面村、莲池村、翰林村、武曲村、老君村、石桥村、风云村、盘河村、翠坪村、庄子村和依东村，石墙村、鱼池村、府君村、莲花村、二郎村、金仙村、新庙村、三溪村、龙骨村、书房村、小湾村、袁家村、太元村、广川村、松林村、新桥村、井坪村、梨园村和老鹳窝村。